# Eschaton (álbum de Anaal Nathrakh)
Eschaton es el tercer álbum de estudio de la banda británica de Black Metal Anaal Nathrakh. Musicalmente, el álbum continua en la dirección de su trabajo anterior, Domine Non Es Dignus, incorporando esta vés al sonido un Grindcore más crudo, mezclándolo con voces limpias típicas del Black Sinfónico, dotando a este álbum de una atmósfera más cruda y caótica.
El álbum cuenta con la participación de Shane Embury (Embryonomous) como bajista de sesión en todo el álbum y Attila Csihar en las voces de la canción "Regression To The Mean".

## Lista de canciones
Todas las canciones escritas y compuestas por Anaal Nathrakh. 
| N.º | Título                                        | Duración |  |
| 1.  | «Bellum Omnium Contra Omnes»                  | 3:16     |  |
| 2.  | «Between Shit and Piss We Are Born»           | 3:54     |  |
| 3.  | «Timewave Zero»                               | 3:01     |  |
| 4.  | «The Destroying Angel»                        | 3:11     |  |
| 5.  | «Waiting for the Barbarians»                  | 4:46     |  |
| 6.  | «The Yellow King»                             | 4:54     |  |
| 7.  | «When the Lion Devours Both Dragon and Child» | 4:57     |  |
| 8.  | «The Necrogeddon»                             | 4:11     |  |
| 9.  | «Regression to the Mean» (con Attila Csihar)  | 3:12     |  |

## Créditos
- V.I.T.R.I.O.L. - vocalista
- Irrumator - batería, guitarras, sintetizadores
- Embryonomous - bajo
- Attila Csihar - voz en "Regression To The Mean"

## Trasfondo conceptual
- El fragmento "Kill everybody in the whole world!" del intro de "The Destroying Angel" fue tomado de la série cómica británica Blackadder II.
- El fragmento "Drive deeper the thorn," al inicio de "The Necrogeddon" es Sam Neill como Damien en el film Omen III: The Final Conflict.
- Una de las citas, ("I suspect you would rather not hear these details..." etc.) es de tomada de la novela de Robert W. Chambers, The King in Yellow, inspiración para el tema número 6.
- "Bellum omnium contra omnes" es una palabra en latín que significa "La guerra de todos contra todos", descrito por Thomas Hobbes en su libro Leviatán como un estado natural de la humanidad.
- El Eschaton es el fin de los tiempos.
- Timewave Zero (cuenta larga) es una oscura predicción escatológica relacionada con la numerología basada en las matemáticas, la cual coincide con la fecha Maya del fin de los tiempos la cual se dará lugar el 21 de diciembre de 2012, y se puede distinguir en la canción una descripción de este acontecimiento.
- The Destroying Angel es otro nombre del ángel de la muerte del libro del Éxodo. La canción abre con el código "OSO" de la clave Morse.
- La letra de la canción "When Lion Devours Both Dragon and Child" es, en parte, una adaptación del "Libro de Job" (Job 10: 7) y las partes vocales limpias son una adaptación de "La Parábola del Loco" de F. Nietzsche.
- La portada es una adaptación artística de los conjuntos de Mandelbrot.
- Se incluye también una nueva versión de The Necrogeddon, tema incluido en materiales anteriores como The Codex Necro y Total Fucking Necro.